# Kodeks madrycki

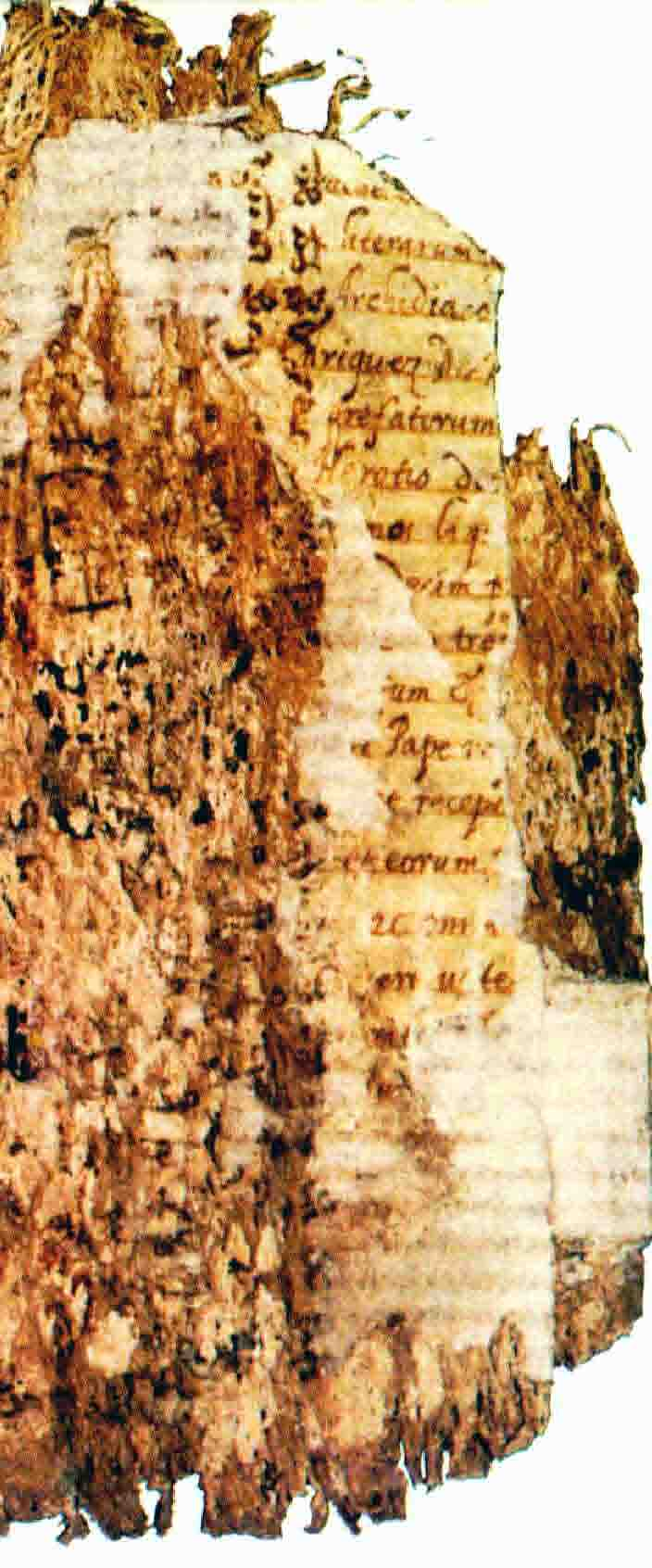
Strona 2 z Kodeksu Madryckiego z łacińskim pismem

Kodeks madrycki (Madrid Codex lub Codex Tro-Cortesianus) – oryginalny majański dokument dotyczący wróżbiarstwa i obrzędów rytualnych.

## Historia
Początkowo Kodeks Madrycki był podzielony na dwie części: Kodeks Troano z 70 stronami (22-56, 78-112) i Kodeks Cortesianus z 42 stronami (1-21, 57-77). Podział ten wynikał z prostego faktu, iż te dwie części zostały oddzielnie odkryte – odpowiednio w 1866 i w 1875 r. Pierwsza część została znaleziona u profesora Juan de Tro y Ortolano Charles w 1866 roku przez francuskiego historyka i etnografa Etienne Brasseur de Bourbourg. On to za pozwoleniem właściciela opublikował manuskrypt pod tytułem "Manuscrit Troano, études sur le système graphique et la langue des Mayas. Kilka lat wcześniej Léon de Rosny odkrył drugą część rękopisu i ogłosił ją jako Codex Cortesianus (od nazwiska konkwistadora – Hernán Cortés).
Bliższe badania nad drugą częścią, przeprowadzone przez Bourbourg pozwoliły stwierdzić, że jest to część Kodeksu Troano i jako całość liczy sobie 112 stron co stanowi największą księgę Majów dotychczas odkrytą. Od momentu odkrycia ksiąg tj. od 1869 r. pisma były w ograniczonych nakładach publikowane aż do momentu ich połączenia przez Charles Etienne Brasseur de Bourbourg i nadania im wspólnej nazwy Codex Tro-Cortesianus. Obecnie Kodeks Madrycki znajduje się w Madrycie w Muzeum Amerykanistyki (Muzeum del Americas).

## Datowanie

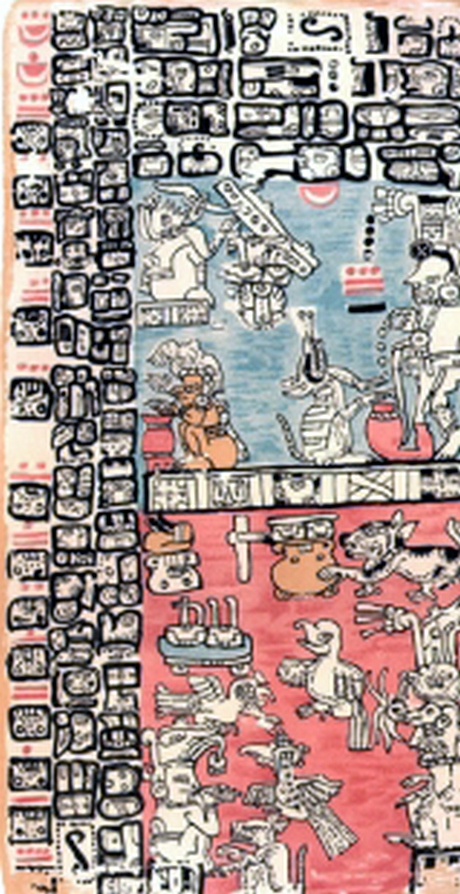
Fragment z Kodeksu madryckiego

Określenie wieku Kodeksu Madryckiego przysporzyło wiele kłopotów naukowcom. Początkowo zakładano dwie wersje. Pierwsza, że księga powstała w XV wieku w zachodnim Jukatanie a druga, że w Tayasal, w Gwatemali (Petén), po podboju tego miasta przez Hiszpanów w 1697 r. Wniosek taki wysunął w 1950 r. Eric Thomson, który później przychylił się do koncepcji pierwszej. Z jego zdaniem nie zgadzali się Michael Coe, który na dowód przedstawiał stronę 56, gdzie znaleziono łacińską notkę zawierającą fragment imienia "...riquez". Coe ów fragment odnosił do franciszkanina Fray Juan Enríquez, który zginął w mieście Sacalum w 1624 r. Na tej podstawie stwierdzano, iż rękopis powstał po tej dacie.
Inny naukowiec James Porter doszedł do tego samego wniosku chociaż jego argument był oparty na dwóch przedmiotach przedstawionych w rękopisie, które interpretowane były jako europejska broń (stronie 39b) i idol reprezentujący konia na (strona 39c). Porter przypisuje te dwie sceny bezpośrednio do wizyty Hernána Cortésa do Tayasal w 1525 r. i dlatego oznacza datę namalowania kodeksu pomiędzy odejściem Cortésa a podbojem Tayasal w 1697 r.

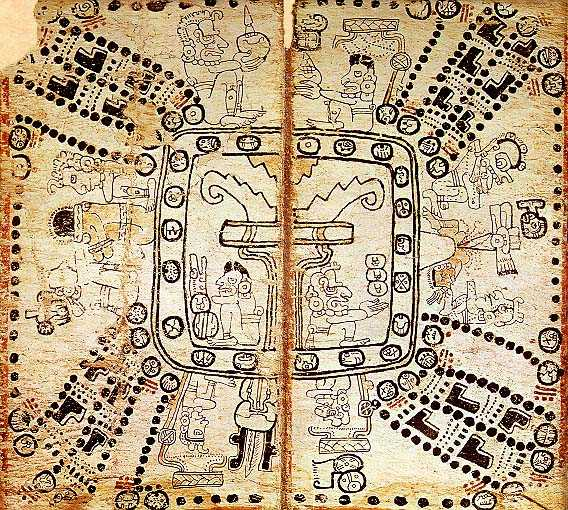
Strony 75-76 z Kodeksu Madryckiego

Innego zdania był Ubierz Graff, który zidentyfikował kilka artefaktów, charakterystycznych dla pewnego okresu w zapisie archeologicznym, a mianowicie specjalne kadzielnice, kilka bębnów i grzechotki. Obecność tych przedmiotów wskazuje, że kodeks madrycki został pomalowany po roku 1300. Graff wyciągnął wniosek, iż obecny kodeks madrycki jest w istocie kopią pierwotnej księgi. Dodatkowo na poparcie tego twierdzenia porównano inne kodeksy – drezdeński i paryski by stwierdzić duże podobieństwa zachodzące w przedstawieniu kultury materialnej i astronomii. Na podstawie tych danych, Graff stwierdził, iż kodeks madrycki pochodzi z połowy XV wieku. Znalezione artefakty i pismo na stronach kodeksu uznano za późniejsze wstawki redaktorskie.
Ostatnia analiza dokonana przez Harveya Brickera dostarczyła ostateczną odpowiedź dotyczącą łacińskiego tekstu – europejski papier leży na oryginalnym papierze kodeksu.

## Pochodzenie
Analiza hieroglificznych tekstów z kodeksu madryckiego wskazuje na obecność słownictwa pochodzącego z Jukatanu i zachodnich języków Cholan (a w szczególności Chontal). Dodatkowo, występują w nim morfologiczne cechy sugerujące Jukatan, Wschodni i Zachodni Cholan. Jak większość dokumentów Majów tak i kodeks madrycki składa się z kompilacji almanachów i tekstów, które zostały sporządzone przez różnych skrybów i w dużej mierze skopiowane z wcześniejszych źródeł. Taka praktyka jest znana z np. Księgi Chilam Balam. Przeważający styl i cechy morfologiczne pochodzące z Jukatanu, świadczy, iż cały tekst jest autorstwem kilku skrybów będących zarazem mówcami Jukatanu.

Strony z Kodeksu Madryckiego
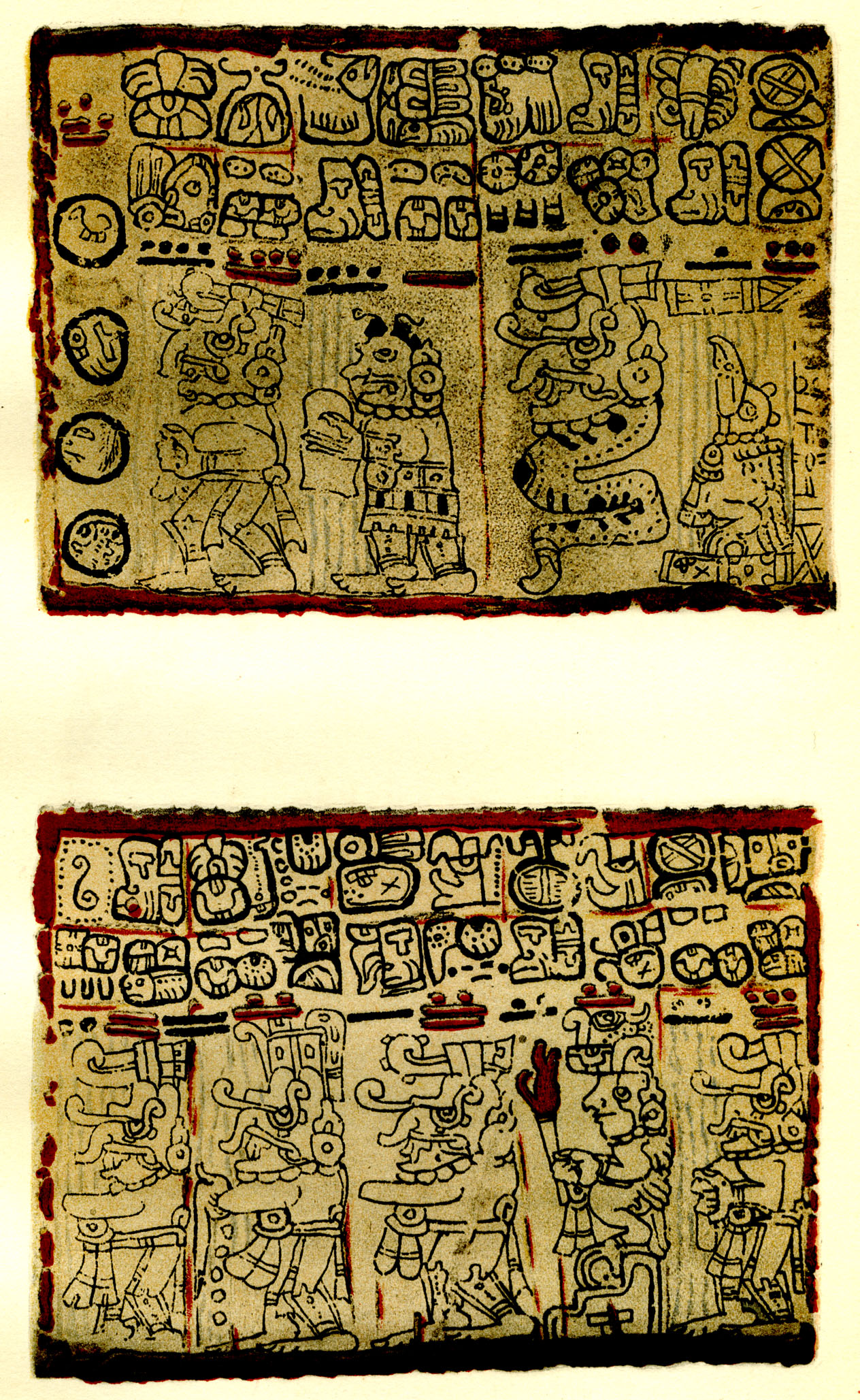
Strona 29
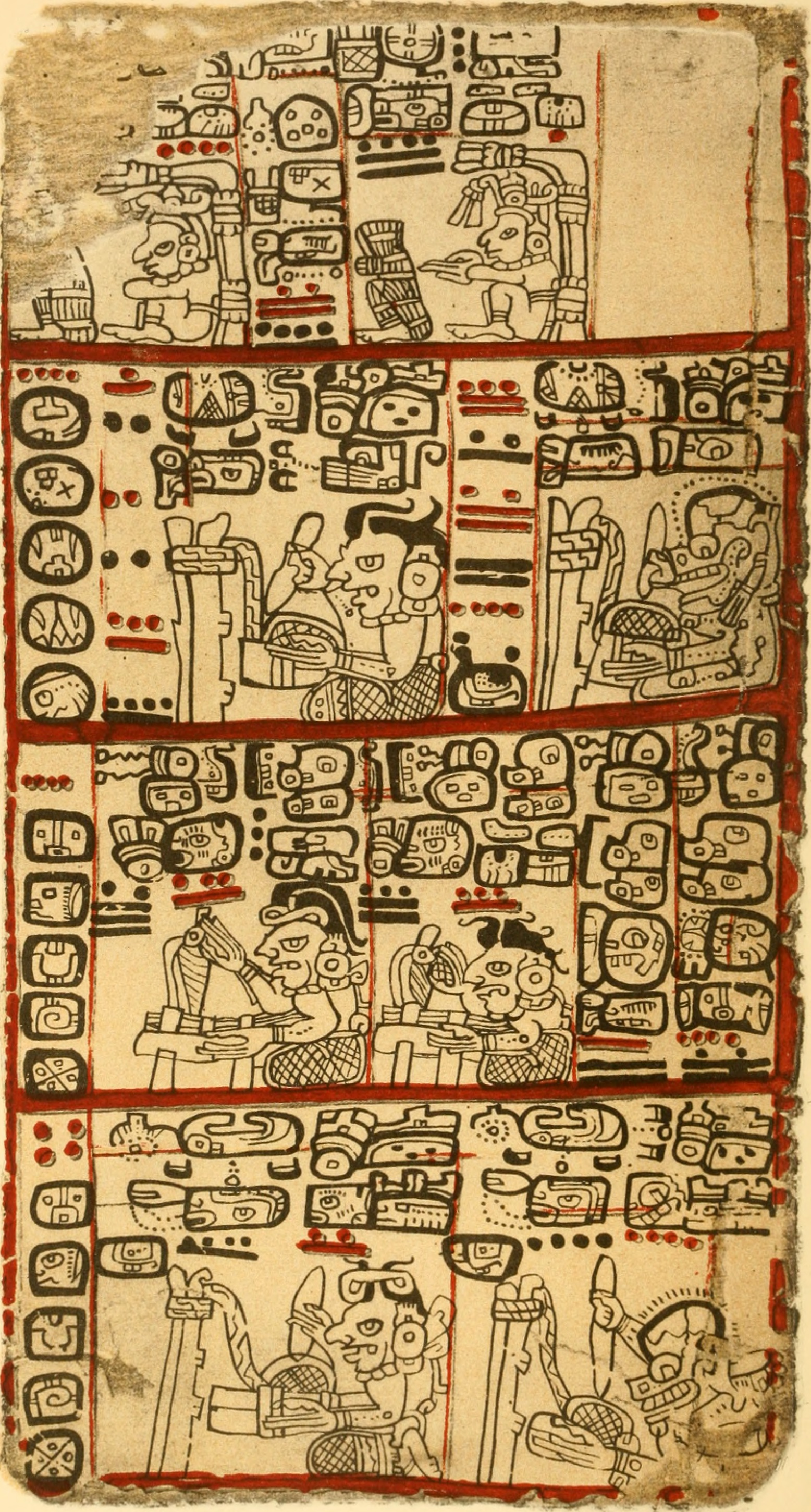
Strona 30
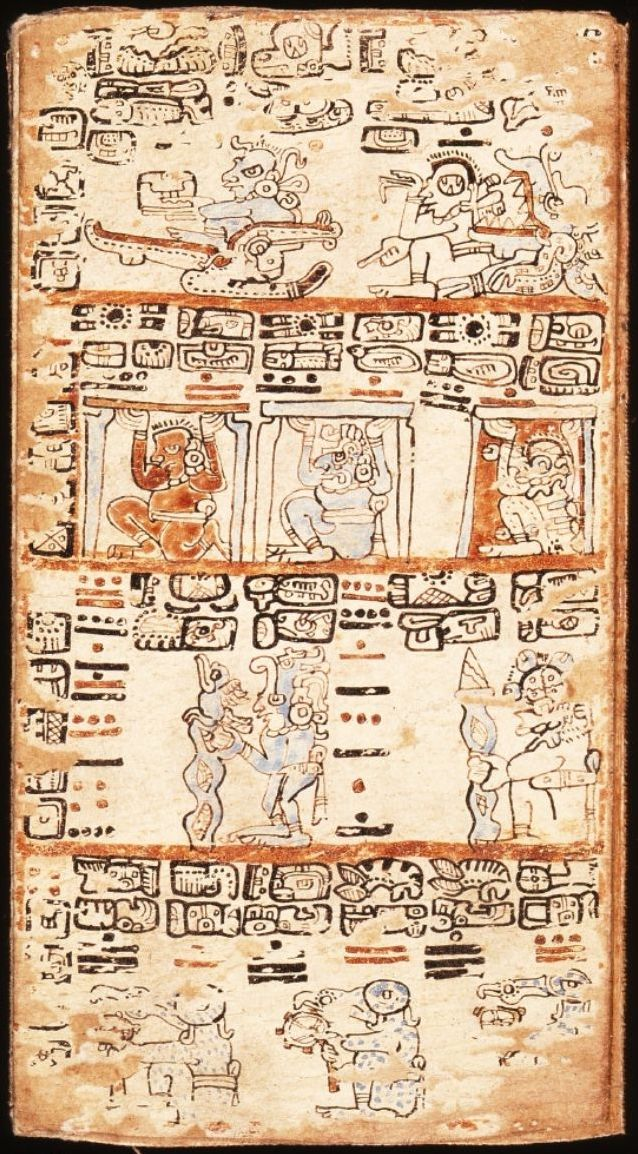
Strona z Kodeksu madryckiego
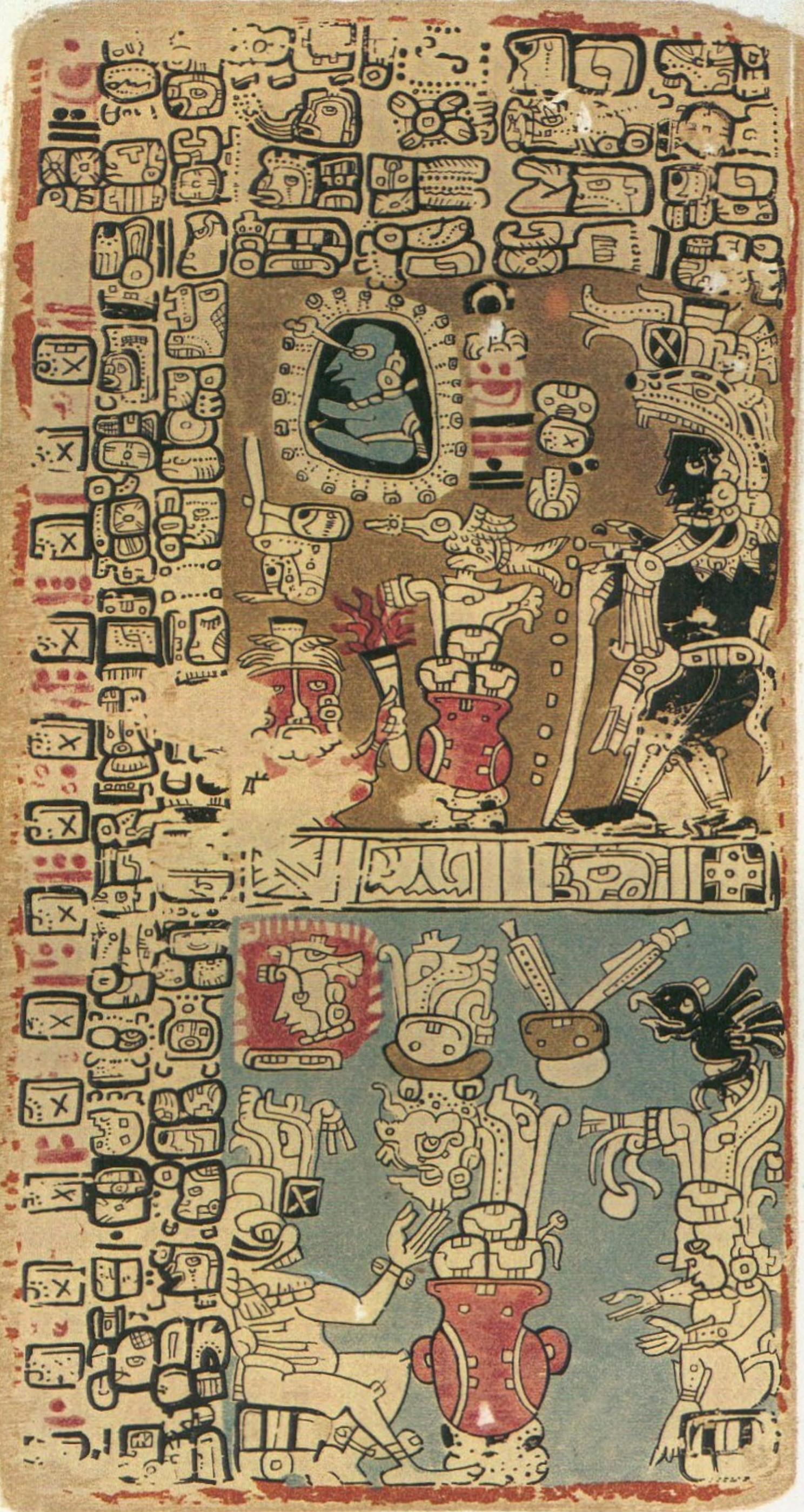
Strona z Kodeksu madryckiego